# Zippula

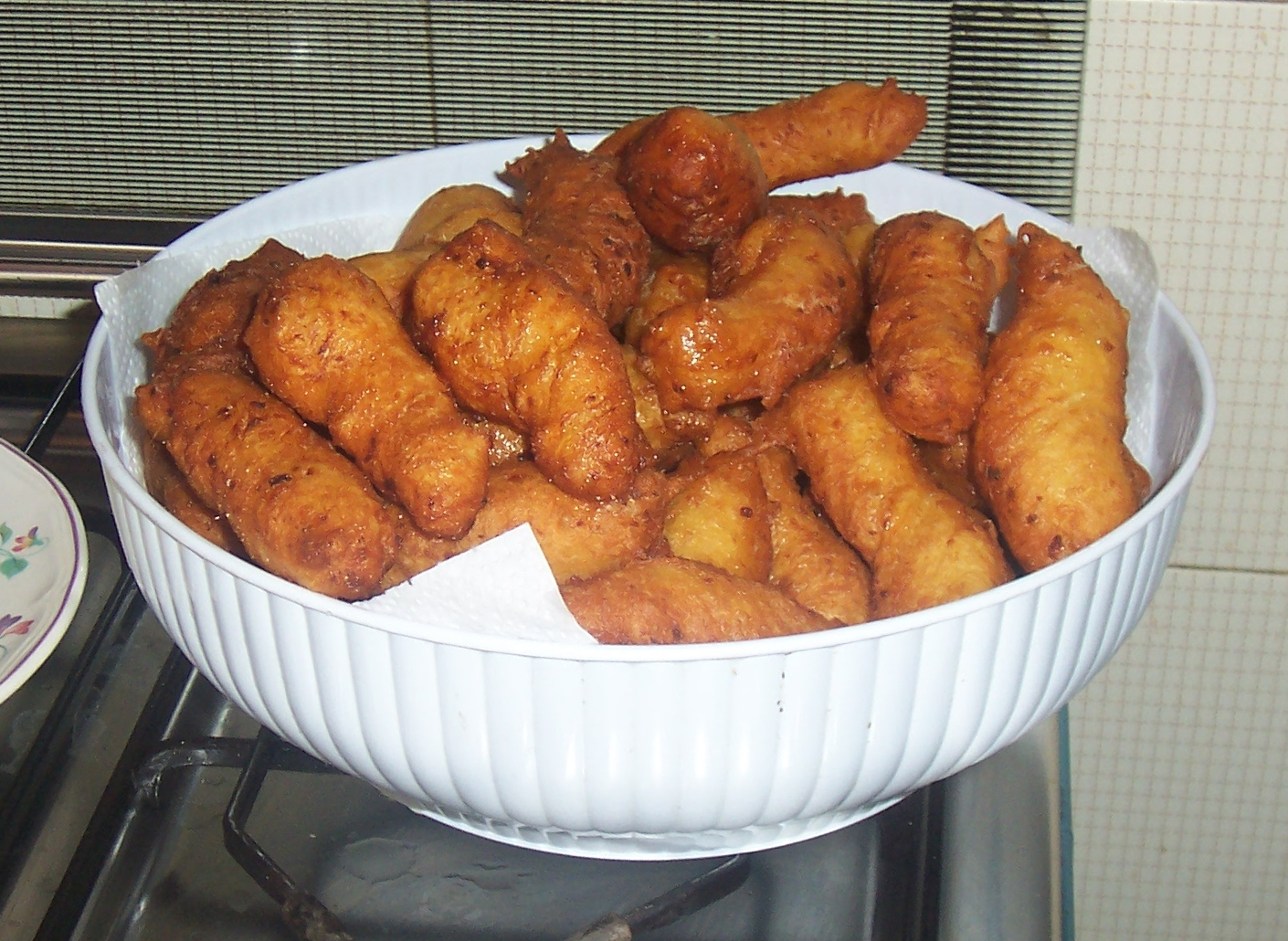
Zippuli ya listos.

La zippula (plural zippuli) es un producto casero típico de la región italiana de Calabria (en particuar de las provincias de Regio de Calabria, Catanzaro y Vibo Valentia) que se prepara en Navidad pero también en numerosos festivales de verano del país. La zippula puede prepararse con o sin anchoas dentro.
No debe confundirse con la zeppola calabresa, que es dulce.
El nombre proviene del latín tardío zippula, que se refiere a un dulce hecho con masa y miel. Se prepara con patata, harina, sal, levadura de cerveza y agua.

## Nota
1. 1 2  «zippula». Dizionario dialettale della Calabria. p. 811.
2. ↑  «Zippuli di Natali» (en italiano). Archivado desde el original el 4 de marzo de 2016. Consultado el 23 de septiembre de 2009.

- Datos: Q4024566
- Multimedia: Zippuli / Q4024566